# Novotroítskaia
Novotroítskaia (en rus: Новотроицкая) és un poble de Baixkíria, a Rússia, que en el cens del 2010 tenia 38 habitants. Pertany al districte de Iermolàievo.